# Haarlem
Haarlem er en by i den vestlige del af Nederlandene og hovedstad i provinsen Nordholland. Byen har 162.543(2021) indbyggere.
Haarlem ligger ved Spaarne-floden. Byen blev sandsynligvis grundlagt i 900-tallet og fik købstadsrettigheder i 1245. 
I byen findes bl.a. Hollands ældste offentlige museum, Teylers Museum. Byen er ellers kendt for Sankt Bavo Kirken (Sint-Bavokerk) og Frans Hals Museum, et museum for kunst fra Den hollandske guldalder. 
Haarlem station er den ældste stationsbygning i Nederlandene.
Syd for byen ligger verdens største blomsterpark, Keukenhof.

## Andet
Kvarteret Harlem i New York er opkaldt efter denne nederlandske by.